# Toora-Chiem
Toora-Chiem (ros. Тоора-Хем) – wieś w Rosji, w Tuwie, ośrodek administracyjny kożuunu todżyńskiego. W 2010 liczyła 2387 mieszkańców.